# Nyírábrányi Kis-mogyorós
Nyírábrányi Kis-mogyorós este o arie protejată (arie specială de conservare — SAC, sit de importanță comunitară — SCI) din Ungaria întinsă pe o suprafață de 168,65 ha, integral pe uscat.

## Localizare
Centrul sitului Nyírábrányi Kis-mogyorós este situat la coordonatele 47°34′05″N 22°01′13″E / 47.568056°N 22.020278°E.

## Înființare
Situl Nyírábrányi Kis-mogyorós a fost declarat sit de importanță comunitară în mai 2004 pentru a proteja 2 specii de plante și 7 specii de animale. Situl a fost protejat și ca arie specială de conservare în februarie 2010.

## Biodiversitate
Situată în ecoregiunea panonică, aria protejată conține 6 habitate naturale: Fânețe de joasă altitudine (Alopecurus pratensis, Sanguisorba officinalis), Mlaștini alcaline, Păduri mixte riverane de Quercus robur, Ulmus laevis și Ulmus minor, Fraxinus excelsior sau Fraxinus angustifolia, de-a lungul marilor râuri (Ulmenion minoris), Pajiști cu Molinia pe soluri calcaroase, turboase sau argilos-nămoloase (Molinion caeruleae), Stepe panonice nisipoase, Păduri aluvionare cu Alnus glutinosa și Fraxinus excelsior (Alno-Padion, Alnion incanae, Salicion albae).
La baza desemnării sitului se află mai multe specii protejate:
- plante (2): Angelica palustris, Cirsium brachycephalum
- amfibieni (1): buhai de baltă cu burta roșie (Bombina bombina)
- nevertebrate (5): Anisus vorticulus, Hypodryas maturna, fluturele purpuriu (Lycaena dispar), Maculinea teleius, Vertigo angustior
- reptile (1): țestoasa de baltă (Emys orbicularis)

Pe lângă speciile protejate, pe teritoriul sitului au mai fost identificate 15 specii de plante, 1 specie de mamifere, 1 specie de nevertebrate.